# Vänortsparken, Ronneby

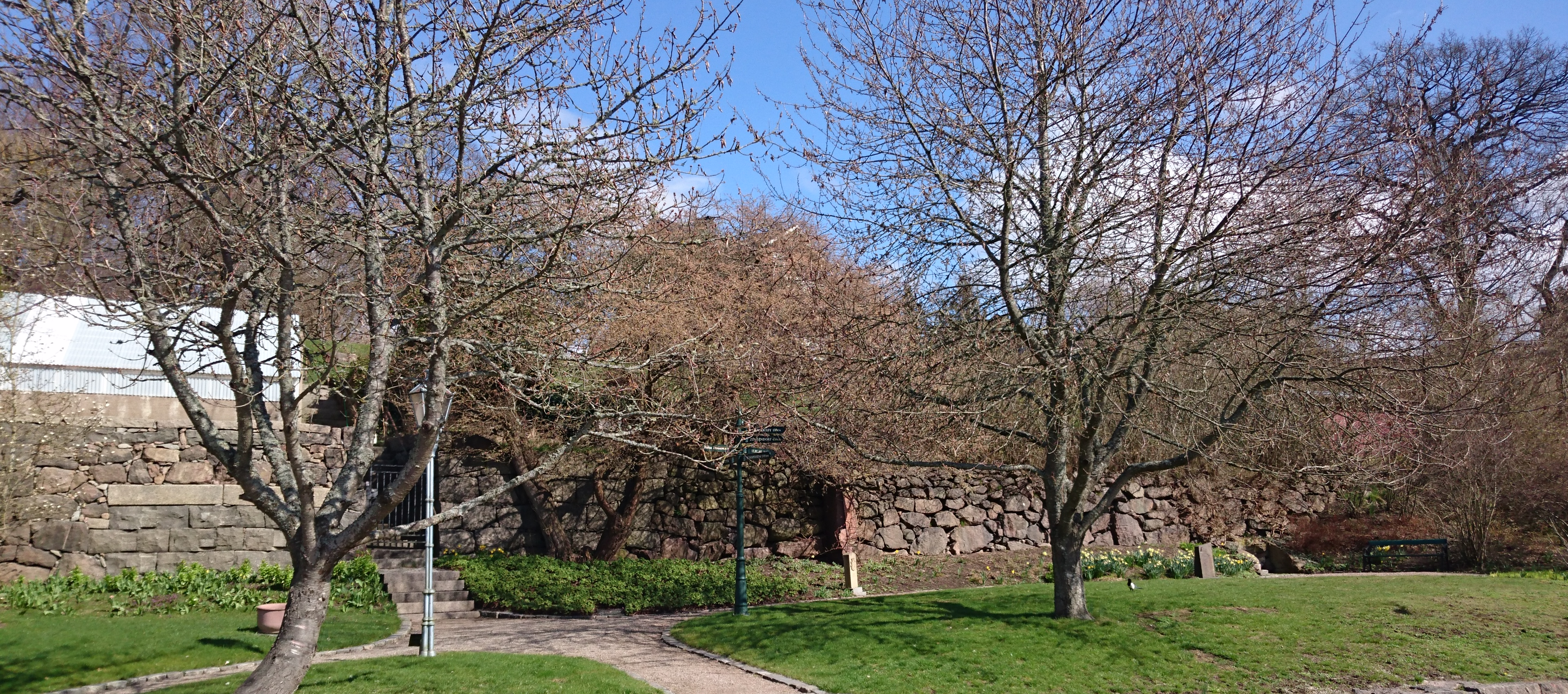
Vänortsparken i Ronneby 2017.

Vänortsparken i Ronneby är en liten stadspark i anslutning till Ronneby stadshus direkt väster om vattenfaller i Ronnebyån i den centrala delen av staden. Parken är en liten grön oas i bebyggelsen och har smyckats med olika vänortsgåvor från stadens olika vänorter som bland annat Mänttä-Vippula i mellersta Finland och Schopfheim i södra Tyskland.